# Grenzstein (Stockheim)

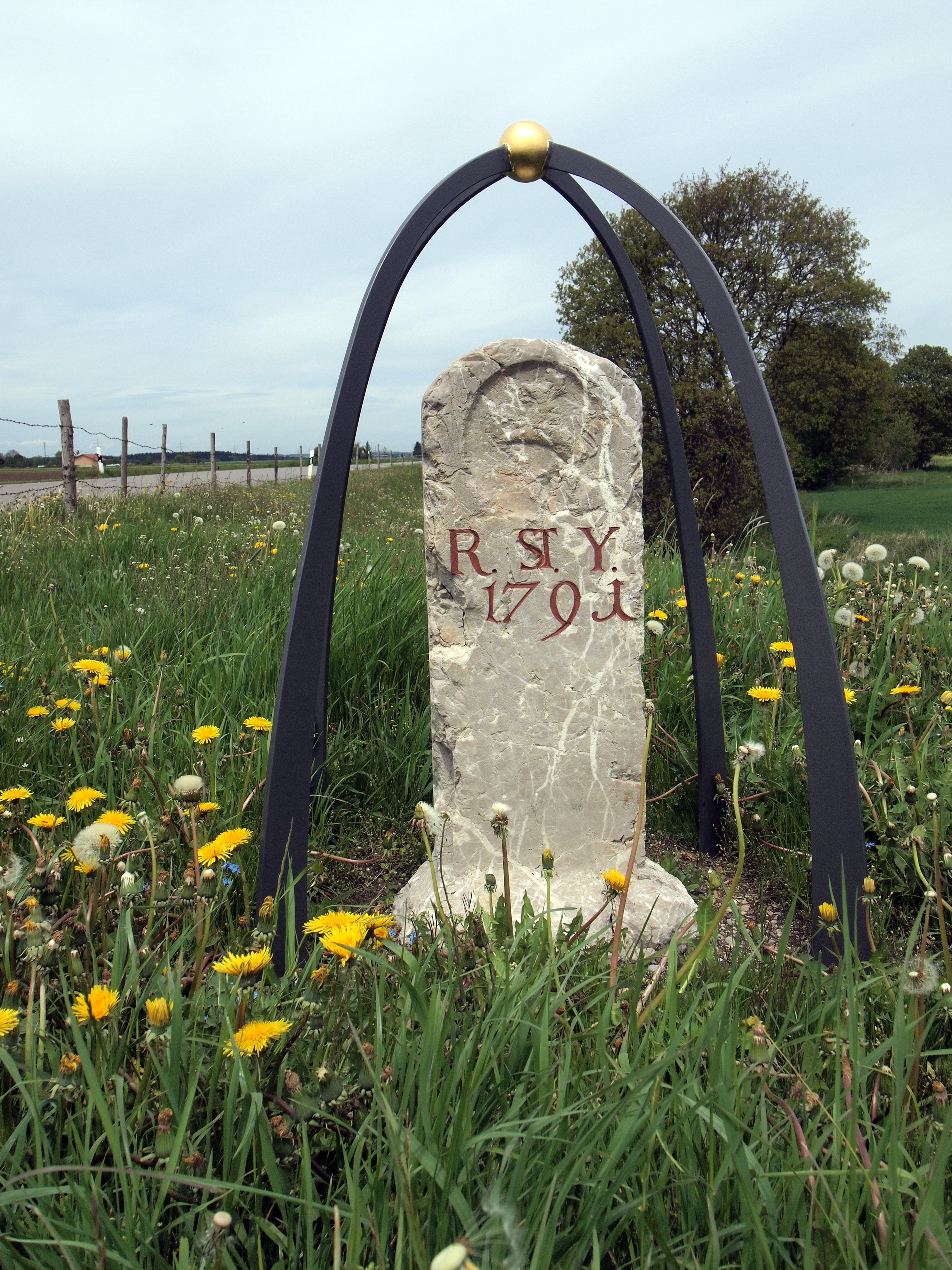
Südseite des Grenzsteins an der Straße zwischen Stockheim und Frankenhofen

Der Grenzstein an der Straße zwischen den Ortsteilen Stockheim und Frankenhofen der Stadt Bad Wörishofen im Landkreis Unterallgäu (Bayern) steht unter Denkmalschutz und wurde aus Rotmarmor gefertigt. Der Pfeiler ist oben abgerundet und besitzt auf der Nordseite ein ovale Blende mit dem Reliefwappen von Kurpfalzbayern. Darunter ist die Inschrift C.P.B. / R.H.M. angebracht. Die Abkürzung steht für Churpfalzbayern und Reichsherrschaft Mindelheim. Die Südseite enthält eine Ovalblende mit dem Wappen des Klosters Irsee. Unterhalb sind die Buchstaben R. ST. Y / 1791 für Reichsstift Yrsee zu lesen.

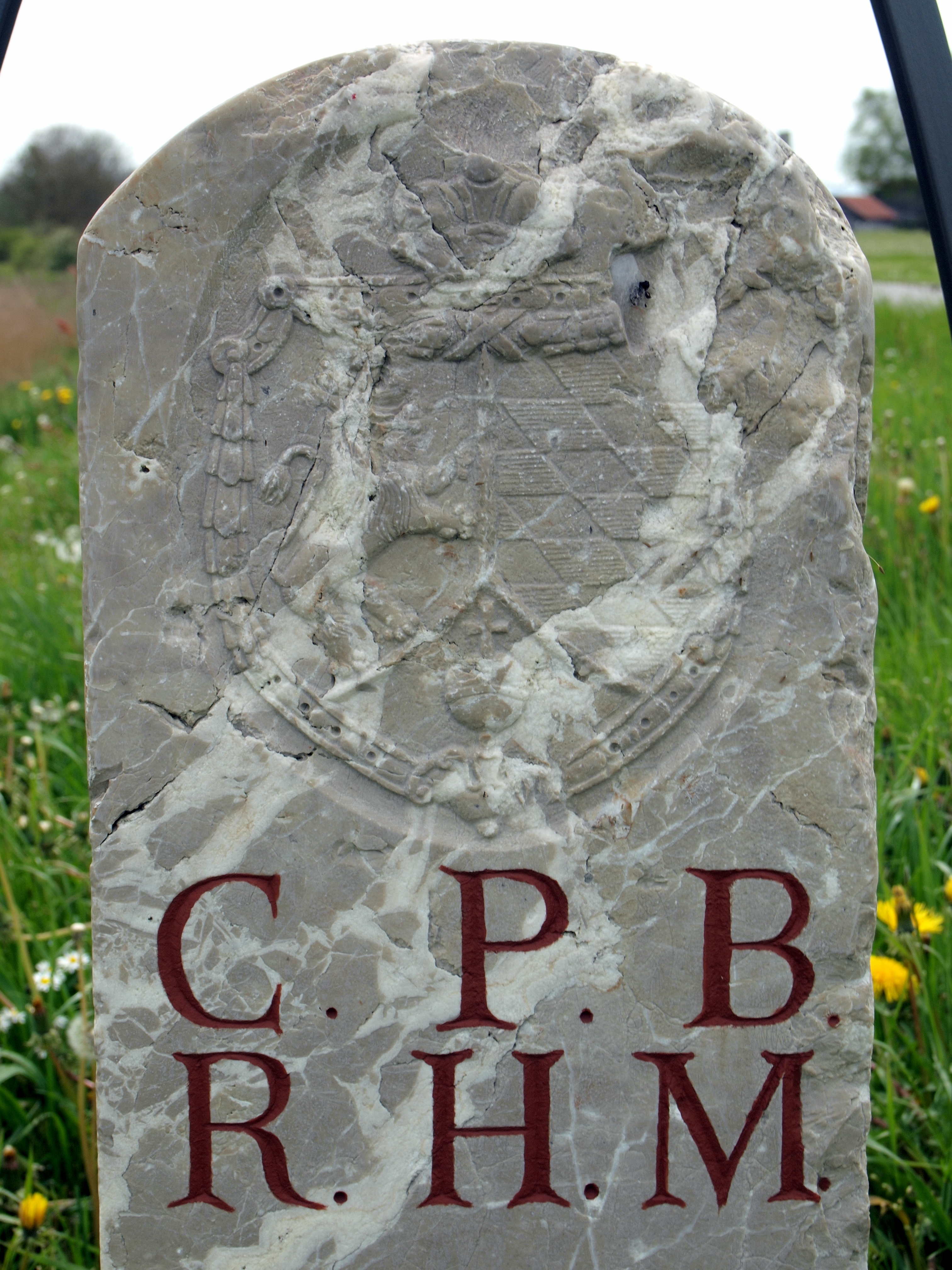
Nordseite des Grenzsteins
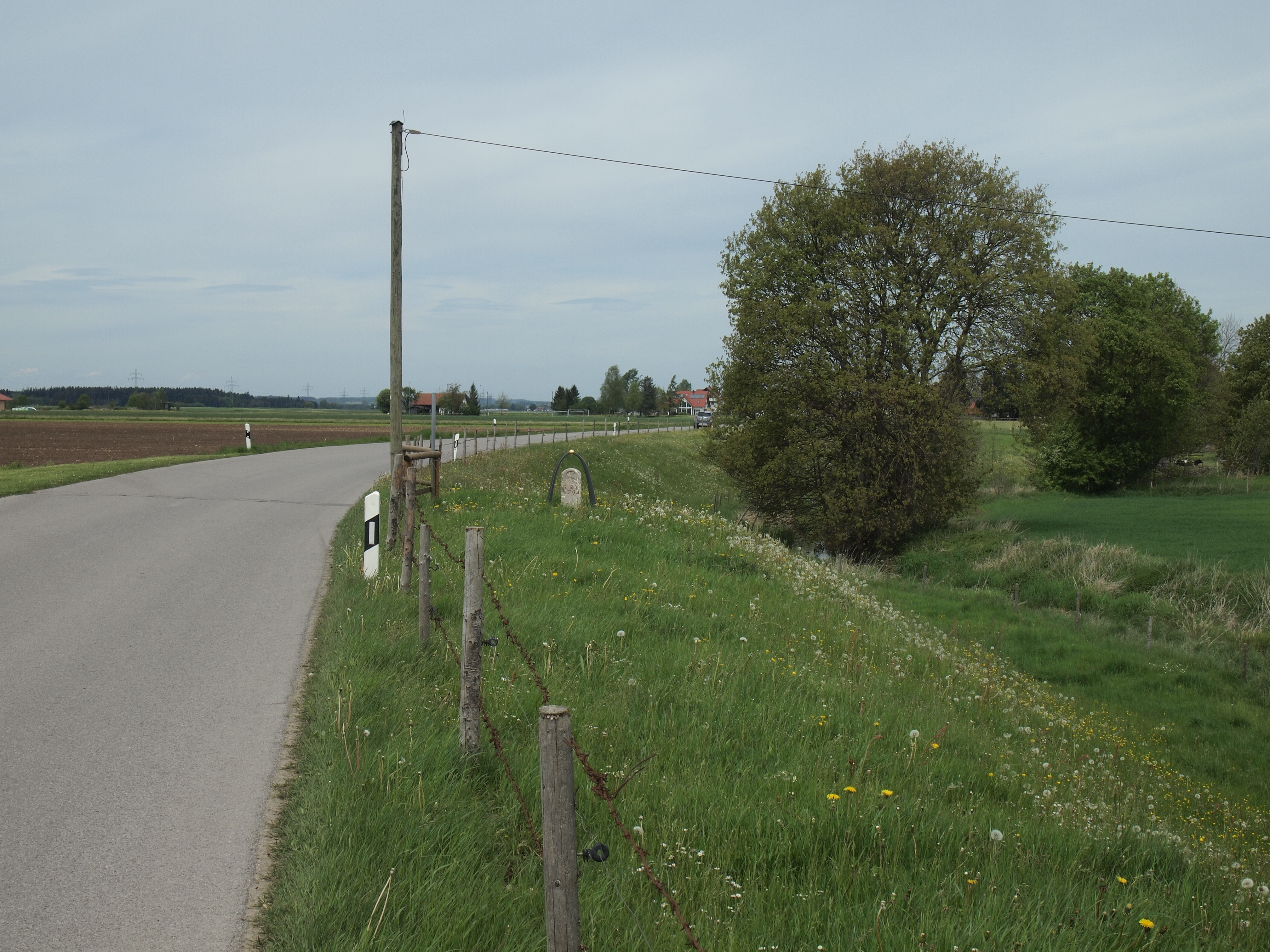
Grenzstein neben dem Straßenverlauf